# Тіоніліміни
Тіоніліміни (рос. тионилимины, [сульфиниламины], англ. thionyl imines) — хімічні сполуки типу R–N=S=O, що є продуктами взаємодії амінів чи амідів з тіонілхлоридом. 
Характерні реакції — приєднання нуклеофілів по атому S та оксидація.
Синонім — сульфініламіни.